# Hans Hundrieser

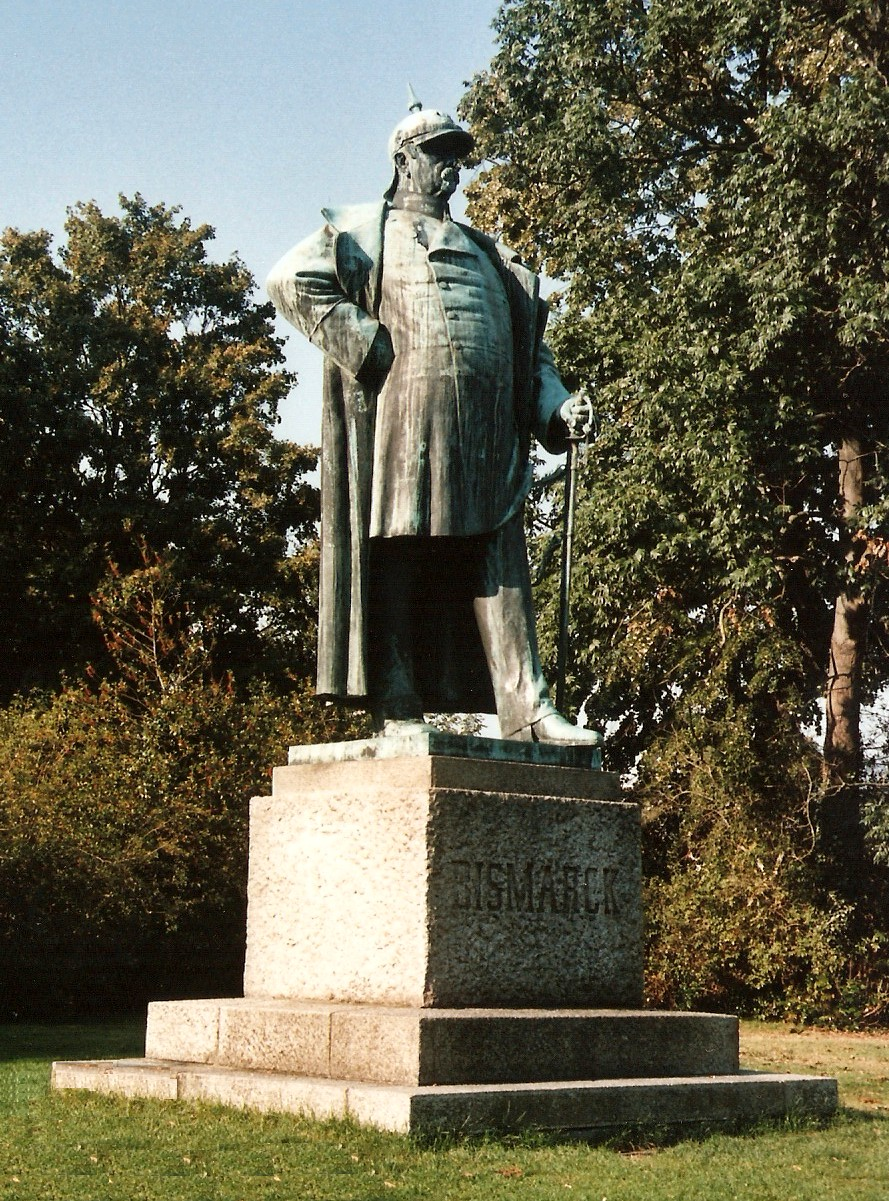
Bismarckdenkmal in Lübeck

Hans Hundrieser (* 24. Dezember 1872 in Berlin; † 1929 ebenda) war ein deutscher Bildhauer.
Sein Vater war der Bildhauer Emil Hundrieser.
Er studierte an der Berliner Kunstakademie bei Reinhold Begas.
Beim Wettbewerb zum Bau des Hamburger Bismarckdenkmals 1902 errang er mit dem Entwurf „Vom Fels zum Meer“ einen der mit 5000 M dotierten drei zweiten Plätze nach dem letztlich ausgeführten Entwurf von Hugo Lederer.
Im folgenden Jahr war er im Wettbewerb für Lübecker Bismarck Statue erfolgreich. Ausgeführt wurde der Guss durch die Kunstgießerei Lauchhammer.